# 에이노 레이노

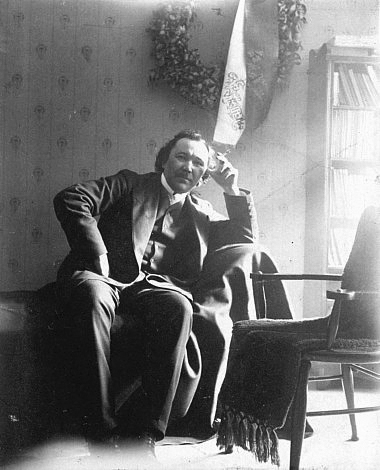

에이노 레이노(핀란드어: Eino Leino: 1878년 7월 6일-1926년 1월 10일)는 핀란드의 작가, 언론인, 논객이다. 시문학, 소설, 희곡, 수필, 잡지 기고 등 다방면에서 저술활동을 했으며, 외국어 문학을 핀란드어로 번역하기도 했다. 핀란드에서 가장 중요한 작가들 중 하나로 꼽힌다.
레이노는 신문 『패이밸레흐티』를 중심으로 펼쳐진 자유주의 문화운동인 청년 핀란드의 일원이었다. 그는 『패이밸레흐티』 및 그 후신지인 『헬싱긴 사노마트』를 통해 문화정책 논쟁에 활발히 참여했다.

## 같이 보기
- 요한 루드비그 루네베리